# Vành đai núi lửa
Vành đai núi lửa là một vùng có hoạt động núi lửa trên phạm vi rộng lớn. Các vành đai núi lửa được tìm thấy trên những khu vực có nhiệt độ cao bất thường, ở những nơi này magma được tạo ra do sự nóng chảy từng phần của vật liệu rắn thuộc lớp vỏ Trái Đất và phần trên cùng của manti. Các khu vực này thường hình thành theo các ranh giới mảng ở độ sâu 10–50 km.
Những tàn dư của các đai núi lửa cổ bị bào mòn và biến dạng mạnh được tìm thấy ở các khu vực các hoạt động núi lửa đã tắt như Canadian Shield. Khu vực này có hơn 150 đai núi lửa (hiện đã bị biến dạng và bào mòn trở thành các đồng bằng gần như bằng phẳng — đồng bằng đồi) có tuổi 600 đến  1200 triệu năm. Các đới này bao gồm các đá núi lửa mafic đến siêu mafic bị biến chất xen kẽ với các đá trầm tích tạo thành đới đá lục (greenstone belt). Chúng được cho là đã được tạo ra vào thời kỳ trung tâm tách giãn đại dương cổ và các bậc thềm cung núi lửa. Abitibi greenstone belt ở Ontario và Quebec, Canada là một trong những đới đá lục lớn nhất trên thế giới.
Đai núi lửa có đặc điểm tương tự như dãy núi nhưng nó bao gồm các đỉnh núi lửa chứ không phải các núi được tạo thành do hoạt động uốn nếp hoặc đứt gãy gây ra bởi các hoạt động va mảng lục địa trong kiến tạo mảng.